# Агилар Чакон, Мануэль
Мануэль Агилар Чакон (исп. Manuel Aguilar Chacón; 12 августа 1797, Сан-Хосе, ви́це-короле́вство Новая Испания — 7 июля 1846, Сонсонате, Сальвадор) — коста-риканский государственный и политический деятель, глава государства Коста-Рика (1837—1838), адвокати судья.

## Биография
Изучал право в Университете Леона (Никарагуа), окончив его в 1820 году, стал адвокатом. В 1824 году работал судьёй.
С 1824 по 1825 год был членом Конституционной ассамблеи; с 1825 по 1827 год занимал должность главного министра; в 1826 году руководил школой; с 1828 был депутатом парламента Сан-Хосе; В 1828 году был избран федеральным сенатором, однако в тот раз должность не занял. с 1832 по 1833 год занимал сенаторский пост. В 1830 году депутаты Законодательной ассамблеи избрали Агилара на должность председателя Верховного суда, но он отказался её занять.
В 1837 году занял пост главы государства. Мануэль Агилар Чакон был свергнут 27 мая 1838 года в результате военного переворота, в результате которого к власти пришёл Браулио Каррильо Колина. Ему пришлось бежать за границу. Сначала он обосновался в штате Сальвадор, а затем переехал в Гватемалу.
Умер от пневмонии.